# Donkere kogelspin
De donkere kogelspin of donkere dikbuikspin (Theridion mystaceum) is een spin uit de familie van de kogelspinnen (Theridiidae). , die in Nederland en België algemeen voorkomt.
Zowel mannetje als vrouwtje worden 1,5 tot 2 mm groot. Er zijn lichtere, maar ook donkere varianten bekend. De soort leeft op boomtakken en struiken en komt voor in het West-Palearctische gebied.